# Muzeum Karola Świerczewskiego w Jabłonkach
Muzeum Karola Świerczewskiego w Jabłonkach – muzeum w Jabłonkach działające w latach 1947–1990, poświęcone osobie generała Karola Świerczewskiego.
Muzeum znajdowało się nieopodal pomnika, wzniesionego w miejscu, gdzie w dniu 28 marca 1947 roku generał Świerczewski został śmiertelnie ranny.
Muzeum zostało zlikwidowane w 1990 roku. W budynku najpierw mieściło się prywatne muzeum przyrodniczo-łowieckie, a następnie został on przebudowany na prywatną willę.